# Valkî, Prîlukî
Valkî (în ucraineană Валки) este localitatea de reședință a comunei Valkî din raionul Prîlukî, regiunea Cernihiv, Ucraina.

## Demografie
Componența lingvistică a localității Valkî
     Ucraineană (96,94%)
     Rusă (2,87%)
     Alte limbi (0,19%)
Conform recensământului din 2001, majoritatea populației localității Valkî era vorbitoare de ucraineană (96,94%), existând în minoritate și vorbitori de rusă (2,87%).